# Život svaté Kateřiny
Život svaté Kateřiny je klíčové středověké dílo hagiografické literatury. Jedná se o českou veršovanou skladbu, nazývanou někdy také Větší nebo Stockholmská legenda nebo také Legenda o svaté Kateřině.
Vypravuje o dceři krále Kateřině, která je velmi krásná, ctnostná a moudrá. Odmítne sňatek s pohanským císařem Maxenciem, na radu poustevníka přijímá křesťanství a je zasnoubena Kristu. Císař Maxencius se rozzuří, svolá 50 pohanských učenců a pokouší se Kateřině její víru vyvrátit. Ona je ale svou krásou oslní a moudrostí obrátí na křesťanství. Maxencius ji nechá krutě zbičovat, nakonec je popravena, ale mnoho dalších lidí přechází ke křesťanství.
Dílo je psáno osmislabičným veršem, text vznikl asi ve 2. polovině 14. století, přesná datace a jméno autora je neznámé. Do dnešní doby se text uchoval v jediném rukopise z počátku 15. století, který je uložen v Moravském zemském archivu v Brně (Sbírka rukopisů G10, č. 555) a je označován jako stockholmský (proto tato legenda někdy bývá označována jako stockholmská legenda). Švédská vojska ho odvezla během třicetileté války do švédské královské knihovny. Tam jej v roce 1850 nalezl gymnaziální profesor Josef Pečírka. Rukopis patřil ke skupině rukopisů, které se zejména zásluhou Bedy Dudíka podařilo navrátit do Česka ve druhé polovině 19. století.

## Dvorská světská literatura
V 2. polovině 14. století se světská i duchovní epika a lyrika prolínaly, takže jsou případy, kdy se nedá rozhodnout, zda se jedná o duchovní nebo milostnou píseň. Postupy dvorské světské literatury nemohly zůstat bez odezvy ani v oblasti legendistiky. Život svaté Kateřiny vykazuje nejen vztah k výtvarnému umění, ale také předpoklad, že posluchač díla zná jak duchovní literaturu, tak i dvorský milostný epos. Středověká literatura se soustředila na alegorické zobrazování a vedla středověkého vnímatele, aby alegorický smysl díla hledal sám. V Legendě o svaté Kateřině se téma soustřeďuje na dvě místa (scéna bičování a vylíčení nádherné síně).
Podobně i v Legendě o svatém Prokopovi autor pracuje na základě stejného principu. Autor použil dvě vrcholná místa, a to vyhnání ďáblů z jeskyně a vypuzení Němců ze Sázavského kláštera.

## Vývoj české hagiografické literatury
Vývoj české hagiografické literatury určuje tři fáze.
- V první vývojové fázi byli světci zachyceni v podobě nepříliš individualizované, byli v podstatě charakterizováni prostřednictvím svých dobrých skutků. Například legenda Fuit in provincia Boemorum se věnuje osudům sv. Ludmily. Sám okruh dobrých skutků (péče o nemocné, dobrodiní k chudým...) představuje charakteristiku, která se ve stejné nebo obdobné podobě opakuje. Podobně jako při výtvarném zdobení světců se ovšem i v dalším vývoji žánru ukázala nutnost bližší a zejména diferencovanější charakteristiky.[2]

- Ve druhé vývojové fázi je hrdina legendy charakterizován již určitými vnějšími atributy, nejen svými skutky. I tyto atributy mají svůj původ v jevové stránce skutečnosti, nedotýkají se vnitřního života světce nebo světice. Ve slovesném portrétu světce nebo světice se počítalo s určením jistých znaků, které je měly individualizovat, ale jejich podoba se u jednotlivých postav příliš nelišila. U světic byla zdůrazňována jejich krása, ale také urozenost, ctnost a moudrost. Jejich výtvarné zobrazení bylo spojováno s motivy koruny, knihy a palmy. Středověký umělec preferoval obecné prvky před specifickými. I když je v této fázi obraz hrdinů legendy přesnější, uchovává si svůj modelový charakter.[2]

- Ve třetí vývojové fázi, v níž autor legendy dospívá k individualizaci postav světců a světic, podobně jako v době Karla IV. nacházíme již první pokusy o skutečné portréty osob, odlišné od modelového zobrazení. Takže vedle skutků a atribut zachytil autor legendy i duchovní rozměr svého hrdiny.[2]

### Rozšíření latinské předlohy
Česká podoba díla vycházela z latinské předlohy. Již v 19. století bylo poukázáno na to, že ve srovnání s latinskou předlohou má Život svaté Kateřiny dvě původní místa, vložená zřejmě českým autorem. Jedná se o scénu bičování svaté Kateřiny a o vylíčení nádherné síně, ve kterém se svatá Kateřina ve svém druhém snu setkává s Pannou Marií a Kristem v nádherně zdobené síni, a v kterém se také s Kristem jako se svým nebeským ženichem zasnubuje.

## Interpretace díla

### Charakteristika postav
Kateřina – jediná dcera alexandrijského krále Kosta, neuvěřitelně krásná, hodná, mladá, chytrá, silně věřící, velmi odvážná, bojovná
císař Maxencius – ukrutný, zlý, bezohledný pohan
král Kostus – otec Kateřiny, pohan, snažil se o to, aby jeho jediná dcera měla dobré vzdělání
matka Kateřiny – svoji dceru chtěla provdat za bohatého krále
manželka Maxencia – hodná, odvážná, chtěla pomoct Kateřině
Marie – matka Ježíše, přimlouvala se za Kateřinu u Ježíše
Ježíš – syn Marie, Kateřinu zbavil bolesti, posílal jí anděly, aby jí pomáhali a léčili ji

### Vylíčení nádherné síně
Je nutné se zabývat interpretací vylíčení síně, která byla zdobená drahokamy a polodrahokamy, perlami, slonovou kostí a zlatem. Názor J. Vilikovského se opírá o předpoklad autorova vztahu k výtvarnému umění. Jinak by se nedalo vysvětlit, že autor vložil o textu svého díla další místo, které nemá oporu v předloze. Jedná se o prosbu k Bohu v závěru legendy, kdy se Kateřina před stětím modlí za ty, kteří budou mít ve svém domě Kateřinino vyobrazení.
Doklad o autorově výtvarném vidění literárně ztvárněné skutečnosti vysvětluje i zálibu ve využití barevnosti, projevující se ve scéně bičování, která je považována za básnický střed díla, protože i dnešního čtenáře „oslovuje svou vnitřní plností“.
Splň mi ještě toto přání:

Tomu, kdo dá mé strádání

Malovati ve svém domě

Či na listě a kdo o mně

Bude věrně v knihách psáti,

Těm rač též odměnu dáti.

### Symbolika barev
Scéna, kdy je Kateřina bičována, bývá v odborné literatuře interpretována  z dnešního hlediska jako projev středověkého naturalismu, i když její funkce v díle byla jiná. Byla vyložena na základě pasáže, která ji uzavírá a to pomocí symboliky barev, která byla běžná v kurtoazní poezii. Funkce barev byla správně vyložená jako forma vyjádření Kateřininy čistoty, lásky ke Kristu atd., tedy na základě symbolické hodnoty, která byla barvám v kurtoazní lyrice běžně přisuzována. Tím také autor poukazuje na vztah Tristana a Izoldy. V pojetí autora legendy je Kristus srovnáván s Tristanem a Kateřina s Izoldou. Kristus je pojímán jako nebeský ženich Kateřiny. Srovnání, které legenda uvádí, svědčí o jejím zakotvení v dvorském prostředí, kde zmíněný milostný epos mohl být dobře znám. Pro náročného vnímatele legendy svědčí také vysoký styl a myšlenková hloubka (například vylíčení disputace svaté Kateřiny s pohanskými mistry).
Drastická scéna bičování, v jejímž vylíčení neváhá autor zachytit barvy, které se objevují na mučeném těle, dokládá následující ukázka:
Tak nesla pro svého přítele

Na znamení věrné lásky

Z šesti barev čisté pásky,

Jako milá pro milého

Nosí věrně barvy jeho.
Původ tohoto motivu se jeví jako jasný doklad na symbolický význam barev, typický pro dvorskou lyriku i epiku, jak ukazuje například staročeská báseň z této doby Barvy všecky.
Pokud se vychází z myšlenky symetrie, může se předpokládat, že nádherná výzdoba síně zde funguje na základě své barevnosti a jde skutečně o paralelu bičování. Drahokamy a polodrahokamy, které jsou jako součást výzdoby v legendě uvedeny, nemají jednu barvu, ale vyskytují se v různých barevných odstínech : bílá, červená, zelená, modrá, zlatá a fialová.
Při bičování se na Kateřině objevují tyto barvy : bílá, červená, zelená, modrá, zlatá, ale místo fialové je barva černá. Z hlediska symboliky barev je bílá chápána jako symbol čistoty svaté Kateřiny, červená jako její láska ke Kristu, zelená jako schopnost proměny (z pohanky na křesťanku), modrá jako výraz naděje a ustavičnosti ve víře a zlatá jako příslib nebeského oslavení světice. Důležitou barvu má barva fialová, naznačující utrpení a barva černá, vyvolávající představu Kateřininy mučednické smrti.
V podstatě se uvažuje o určité formě barevné instrumentace celého textu, která začíná již při prvním setkání svaté Kateřiny s Kristem, k němuž dochází na krásné louce. Autor uvádí pouze dvě barvy, spojené s postavou Jezulátka.
„…září bílá drobná šíj,

jako bělostná lilie

plane z nejjasnější lásky.

A jeho líbezné vlásky

svítí, vší poskvrny prosté,

jako plane zlato čisté,

nad ostatní zlato dražší.“
Zlatá a bílá barva se objevuje ve scéně bičování, opět ovšem vedle dalších barev. Teprve v závěru textu legendy se tyto barvy opět objevují jako výraz Kateřininy čistoty a její nebeské slávy ve chvíli mučednické smrti. Kateřina vystupuje v bílé a zlaté (bílá barva je ještě zdůrazněna tím,že po jejím stětí vytéká z rány místo krve mléko). Je zřejmé, že zde koresponduje první a poslední místo (bílá a zlatá jako znaky Jezulátka i jako znaky svaté Kateřiny, chystající se do nebeského království k duchovnímu sňatku s Kristem) a druhé a třetí místo, kde soubor barev funguje jako způsob vylíčení duchovního života svaté Kateřiny i jako jisté předznamenání jejího dalšího osudu.
„…vzhlédnuvši vzhůru na kata,

své skvoucí vlasy uchopila,

bílou šíji odhalila

a řekla : ,,Hle, jak lži odolá

má pře! Již mě k sobě volá

král, jenž nad králi vítězí.“
Pomocí symbolického významu barev zachytil autor to, co nebylo obvyklé do této doby brát v úvahu, tj. duchovní rozměr hrdinky, je ještě zcela na počátku předznamenána verši, líčící Kateřininu krásu :
„…pannu tak ruměné krásy

a bělosti tak veliké,

plnou sličnosti všeliké,

na své pouti uhlídáte,

a sotva již pěknější máte,

než je pokorná Kateřina…“
Tyto verše poukazují nejen bílou barvou na Kateřininu nevinnost, ale červenou barvou symbolizují cestu lásky, která Kateřinu ke Kristu přivede.
Motiv deščky, tj. výtvarného zobrazení, se v legendě objevuje opakovaně. Nejprve poustevník (jeho zásluhou je Kateřina přivedena ke křesťanské víře) daruje budoucí světici obraz Panny Marie, nesoucí v náručí Krista. Kateřina se k tomuto obrazu modlí a prosí Pannu Marii, aby jí ukázala svého syna, protože se chce stát jeho nevěstou.
„…Vyňala tu malbu krásnou

a před sebe ji postavila.

Rukama se v prsa bila,

nedbajíc, že si bolest činí,

svými zraky zářícími

hořce plačíc a slzavě,

prosíc tu pannu zajíkavě,

by se nerozpakovala

a aby jí ukázala

svého synáčka milého.“
Z této ukázky je zřejmé, že podobně jako výtvarné dílo otevřelo Kateřině cestu ke Kristu, přála si Kateřina, aby obraz jejího umučení otevíral cestu k Bohu i těm, kteří jej budou vlastnit.

### Alegorie v legendě
Autorova záliba v alegorii a symbolu, která mu umožnila zachycení duchovního rozměru hlavní postavy, pramenila zřejmě z hlubších příčin. Jestliže Kateřina ve své disputaci s pohanskými mistry uvádí, že pro milost Kristovu zavrhla:
„…všechny disputace plané,

plytké důkazy konané

v sporech a mrhání slovy

dle vědy Aristotelovy, …“
Pak tedy ukázka zprostředkovává stanovisko autora, jehož filosofická orientace souvisela zřejmě spíše nežli s linií aristotelského myšlení, vyúsťující ve filosofický systém sv. Tomáše Akvinského a scholastiku, s linií filosofie platónské a postoji sv. Augustina Aurelia, jehož myšlení nesměřovalo o přímé vytváření filosofického myšlení. Vidění skutečnosti jako symbolického obrazu, které je vlastní této linii filosofického myšlení, vysvětluje například, proč v úvodu své disputace ustupuje svatá Kateřina od „ludské chytrosti“ Aristotelovy a argumentuje naopak vedle alegorického výkladu biblického textu i obrazným proroctvím Sibyliným.

### Využití literárních prostředků v díle

#### Anafora
„…všech neščastných nezboženstvie,

všech smutných truchlost veliká,

všech žalostných moc všeliká…,“

#### Aliterace
„…čistý čistě z panny čisté…,“
Dílo je určené k vnímání sluchem. Doklady o tom, že se autor obracel k posluchačům najdeme například při vylíčení Kateřinina mučení, slovy:
„také chci vám pověděti“

## Estetická hodnota díla
Život svaté Kateřiny je vyprávění o touze člověka po Bohu a jeho milosti. O hledání a nalezení Boha a o duchovní cestě k němu. Představuje vrchol předchozí tvorby legend.
Svatá Kateřina je charakterizována svými činy. Nese atributy, které byly očekávány (krásu, urozenost, ctnost, moudrost), ale zároveň autor uplatňuje i motivy jejího vnitřního života, které vedly ke konkrétním vnějším postojům a činům.
Legenda budí silnou iluzi života, a to zejména svou citovou intenzitou. Dokázané interpretace způsobu vnímání legendy dokazují trvalost její estetické hodnoty ve vztahu k dnešnímu čtenáři.